# Cleberson Luis Marques
Cleberson Luis Marques (nacido el 4 de julio de 1984) es un futbolista brasileño que se desempeña como delantero.
Jugó para clubes como el União São João, Oporto, Tokushima Vortis, Bragantino, São José, Brasil y Comercial.

## Trayectoria

### Clubes
| Club             | País     | Año         |
| ---------------- | -------- | ----------- |
| União São João   | Brasil   | 2002 - 2008 |
| Oporto           | Portugal | 2004 - 2005 |
| Tokushima Vortis | Japón    | 2007        |
| Bragantino       | Brasil   | 2009        |
| São José         | Brasil   | 2009 - 2010 |
| Brasil           | Brasil   | 2010        |
| Comercial        | Brasil   | 2011 -      |